# Les Mots
Les Mots (De woorden) is de titel van een autobiografie, in 1964 door Jean-Paul Sartre gepubliceerd bij Gallimard. De tekst verscheen eerst in zijn tijdschrift Les Temps Modernes, Nr. 209 in oktober en Nr. 210 in november 1963. Het verhaal behandelt zijn jeugd van 4 tot 11 jaar en is verdeeld in twee delen: "Lire" en "Écrire". De oorspronkelijke titel was Jean sans terre en verwees naar de bijnaam Jan zonder Land die de Engelse koning Jan van zijn vader kreeg omdat het er naar uitzag dat hij geen enkel stuk land van betekenis zou overerven.

## Inhoud en structuur
Sartre herwerkte Les Mots tientallen keren tussen 1953 en de publicatie in 1964, en de uiteindelijke tekst leest als een getuigenis over de debatten en de strijd die hij persoonlijk leverde met zijn tijd, zijn omgeving en zichzelf. Sartre beschrijft zijn jeugdjaren (tot op het ogenblik dat zijn moeder hertrouwt en hij zelf op de drempel van de adolescentie staat) als een soort voorbode van het lot dat onafwendbaar zou leiden tot het schrijversbestaan. "Les mots", woorden, de taal, stelden hem in staat een eigen universum te scheppen en zijn leven in de schaduw van de realiteit vorm te geven:
J'ai commencé ma vie comme je la finirai sans doute: au milieu des livres.— Jean-Paul Sartre, Les Mots, 1963, Hoofdstuk I, Lire
Het boek kan gelezen worden als Sartres persoonlijke afrekening met zijn verleden, zijn milieu, en is als zodanig een biografie te noemen en een vorm van existentiële psychoanalyse.
De tekst is verdeeld in twee ongeveer gelijke delen die de titels "Lire" (Lezen) en "Écrire" (Schrijven) meekregen. Volgens Sartre-onderzoeker Philippe Lejeune (in L'ordre d'une vie, Pourquoi et comment Sartre a écrit Les Mots, Genèse d'une autobiographie) vormen deze titels slechts een façade en onthullen zij verder niets over de chronologie van het werk. Hij is van mening dat de tekst eerder moet worden opgedeeld in vijf delen, die hij "actes" (bedrijven) noemt:
1. Het eerste bedrijf presenteert in chronologische volgorde de voorgeschiedenis van het kind door het schetsen van zijn familiale afkomst.
2. Het tweede bedrijf evoceert verschillende komedies die Sartre heeft gespeeld waarbij hij zich onder invloed van zijn ouders terugtrok in een fantasiewereld.
3. Het derde bedrijf beschrijft het besef van zijn bedrog en zijn angst voor dood en lelijkheid.
4. Het vierde bedrijf toont de ontwikkeling van een nieuw 'bedrog', waarin Sartre het heeft over de diverse houdingen van de schrijver.
5. Het vijfde bedrijf draait om de 'waanzin' van Sartre, een waanzin die hij beschouwt als de motor van zijn dynamiek. Hij kondigt in dit deel ook een volgend boek aan dat hij echter nooit schreef omdat hij voortijdig stierf.

## Receptie
In Les Mots neemt Sartre afstand van het schrijven. Hij presenteert het als zijn afscheid aan de literatuur, hoewel het bijzonder veel succes had en bijna unaniem geprezen werd als een literair succes. In november van hetzelfde jaar, 1964, weigerde hij de Nobelprijs voor de Literatuur, toegekend voor zijn oeuvre, dat "rijk is aan ideeën en vervuld van de geest van vrijheid en de zoektocht naar de waarheid, en een verregaande invloed heeft uitgeoefend op onze tijd".